# Muntatge flotant

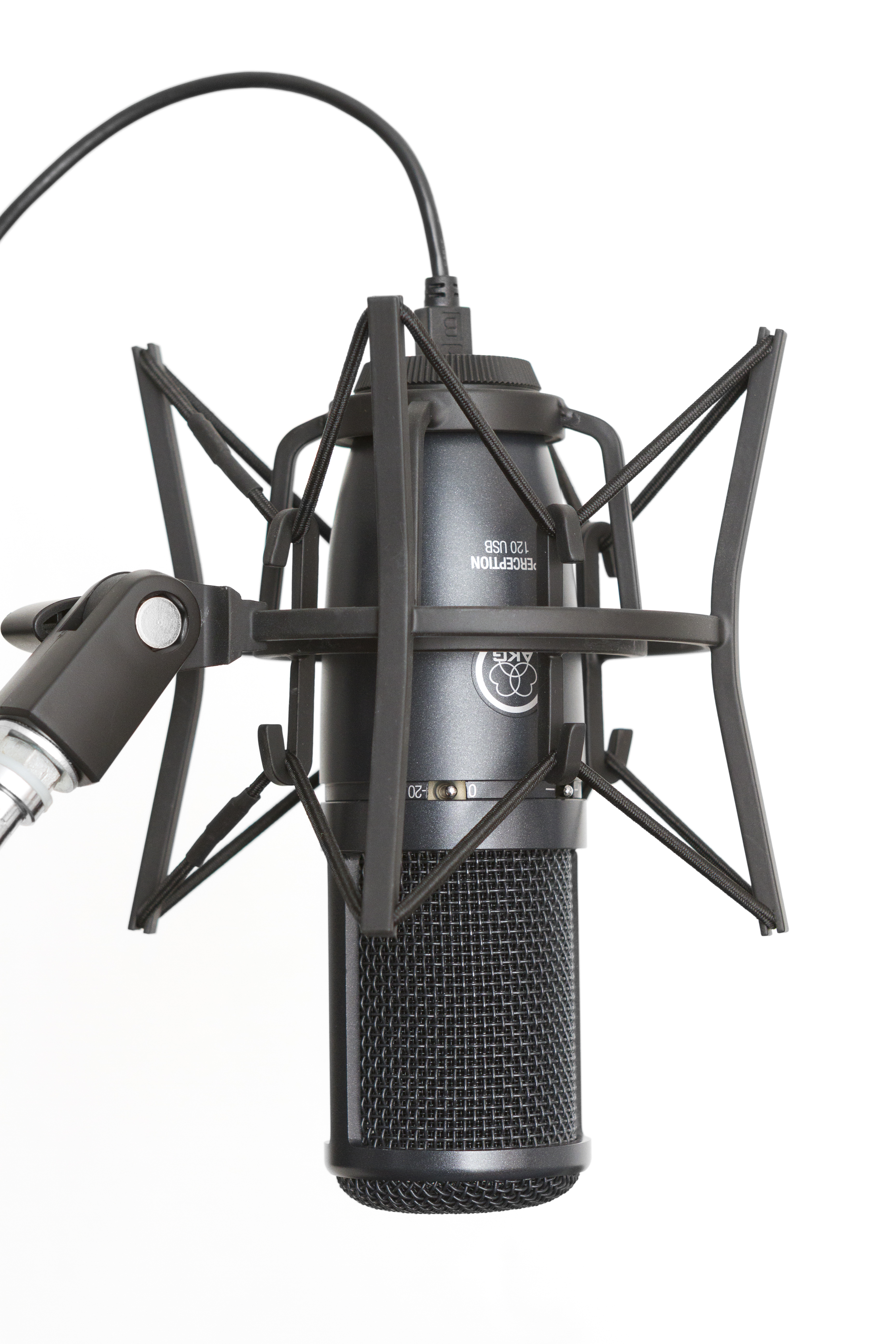
Micròfon de condensador amb muntatge flotant per evitar el microfonisme

En una gran varietat d'aplicacions, un  muntatge flotant  és un tipus de muntatge mecànic que connecta dues parts d'una forma elàstica per evitar acoblaments.
En el cas d'un micròfon, la part principal del muntatge flotant és un marc elàstic exterior. Això ajuda a reduir el soroll mecànicament acoblat de la zona circumdant, sense afectar el so del micròfon.
En els amplificadors d'alt guany, els enginyers de disseny solien muntar els conjunts de tubs en aquestes etapes, a prova de sacsejada, mitjançant unes petites gomes-tàndem col·locades en els orificis dels cargols, deixant el conjunt tub-sòcol en una situació "flotant".

## Micròfons
S'utilitzen comunament en els micròfons d'estudi per evitar sorolls no desitjats. El muntatge flotant s'utilitza per aïllar parcialment el micròfon de les vibracions que d'altra manera podrien ser transmeses a través del suport de micròfon, fent que els sons no desitjats s'afegeixin al senyal de sortida.

## Reproductors de discos compactes
Un disseny diferent es troba en alguns reproductors de discos compactes, en els quals unes gomes tàndem sostenen la mecànica del disc i el conjunt de lectura-gravació, de manera que els aïllen de les vibracions externes.

## Shock mountper a mobles

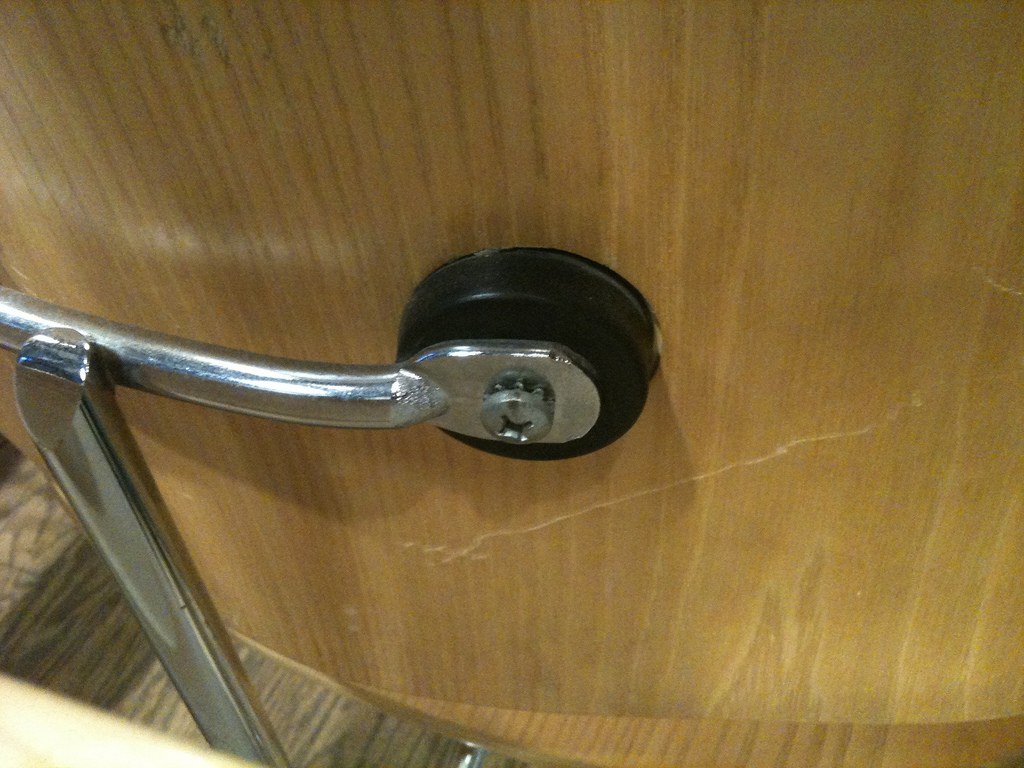
Un dels dos amortidors que subjecten la part posterior d'un sillon de fusta (LCW). El cautxú negre està enganxat a la fusta i el cargol només es connecta al cautxú ..

Una idea similar, també coneguda com a  Shock mount , es troba en el disseny de mobles, introduït per Charles i Ray Eames. El  Shock mount  proporciona una certa absorció d'impactes i serveix com una mena de frontissa, permetent que el seient pivoti lliurement.